# 金貨ディナール
金貨ディナール（きんかディナール）は、ディナールに基づく、国際間の貿易決済用途に使用しようとする通貨を通常通貨ではなく金貨そのものの純度価値によって制定する貨幣制度。
アメリカ合衆国ドル（アメリカドル、米ドル）などの国際通貨（基軸通貨）を貿易決済に使用することには、為替相場の変動によるリスクが大きいとの考え方から、為替相場変動の影響を受けにくい決済通貨として提唱されている。

## 金貨ディナール構想の現状
2002年3月にマレーシアのマハティール首相（当時）が、クアラルンプールで開かれた「国際イスラーム資本市場会議」で提唱した。
2003年10月16日から18日にマレーシアで開催された第10回イスラーム諸国会議機構首脳会議で採択されたプトラジャヤ宣言は、「金に基づいた貿易決済制度が、貿易拡大やイスラーム諸国の統合の触媒になると信ずる」と宣言した。
2009年1月15日の第3回イスラーム経済議会では、金貨ディナールの使用促進を求める決議案を採択している。